# Amatopo Airstrip

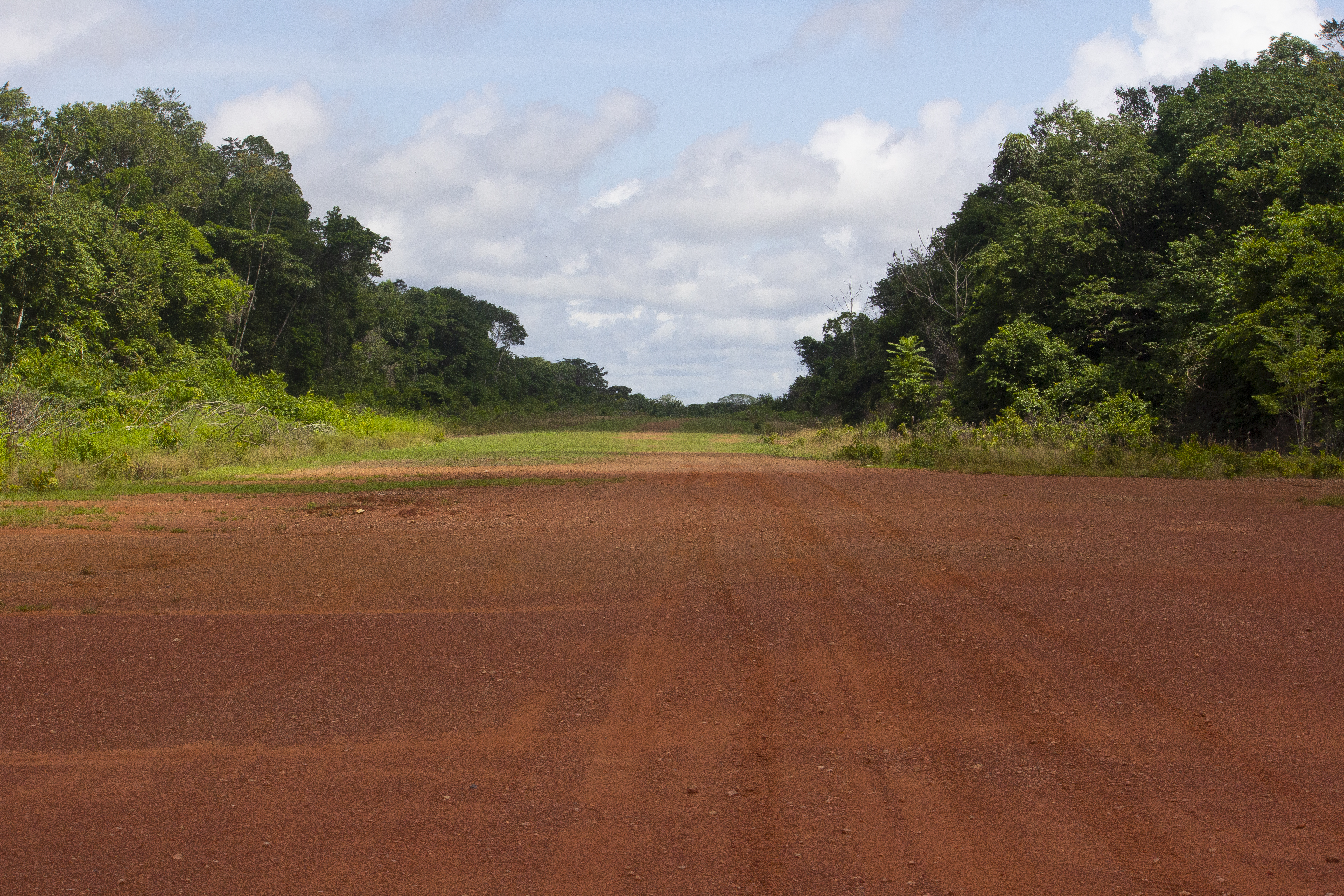
Amatopo Airstrip

Amatopo Airstrip, ook geschreven als Amotopo Airstrip, is een vliegveld bij het dorp Amatopo in het district Sipaliwini in Suriname. Er zijn rond de vijf maatschappijen die het vliegveld aandoen. Er zijn lijnvluchten naar Zorg en Hoop Airport in Paramaribo. De ondergrond van de landingsbaan is van lateriet. De baan heeft een lengte van circa 700 meter.
Tijdens de aanleg was het vliegveldje bedoeld om een belangrijke rol te spelen in de mijnbouw van bauxiet. Er zou ook een weg naartoe worden aangelegd die in de praktijk niet voltooid werd vanwege de uitbraak van de Binnenlandse Oorlog.
Het vliegveld ligt op een 700 meter lopen van de eco-lodge en in het verlengde van het dorp Amatopo.